# روبرتو دياز
روبرتو دياز (بالبرتغالية: Roberto Dias Branco‏) (7 يناير 1943 بساو باولو في البرازيل - 26 سبتمبر 2007 بساو باولو في البرازيل) هو لاعب كرة قدم برازيلي في مركز الدفاع، شارك في الألعاب الأولمبية الصيفية 1960. وشارك مع منتخب البرازيل لكرة القدم. أما مع النوادي، فقد لعب مع نادي ساو باولو ونادي برازيليا الرياضي للمركز التعليمي الموحد ‏ وClube Esportivo Dom Bosco ‏ وناسيونال ساو باولو.

## وصلات خارجية
- روبرتو دياز على موقع الاتحاد الدولي (مؤرشف)  (الإنجليزية)
- روبرتو دياز على موقع قاعدة بيانات كرة القدم.إي يو (الإنجليزية)
- روبرتو دياز على موقع أوليمبيديا (الإنجليزية)